# Máfia Mexicana
A Máfia Mexicana, também conhecida como La eMe, é uma gangue prisional e organização criminosa mexicano-americana nos Estados Unidos. Apesar do nome, a Máfia Mexicana não tem origem no México e é uma organização sediada exclusivamente em prisões norte-americanas. Autoridades policiais relatam que a Máfia Mexicana é a gangue mais letal e poderosa do sistema prisional da Califórnia.
Autoridades do governo afirmam que atualmente há 350–400 membros oficiais da Máfia Mexicana. A Máfia Mexicana tem imensa influência e controle sobre todas as gangues de rua hispânicas no sul da Califórnia, incluindo as notoriamente brutais Mara Salvatrucha (MS-13) e 18th Street Gang, já que no sistema prisional os presos são recrutados para gangues com base na raça, independentemente da filiação a gangues de rua. O governo dos Estados Unidos considera a Máfia Mexicana "uma das organizações criminosas mais poderosas, perigosas e temidas do mundo".

## História
A Máfia Mexicana foi formada em 1957 por treze membros de gangues de rua hispânicas de diferentes bairros de Los Angeles que foram encarcerados na Deuel Vocational Institution, uma unidade da Autoridade Juvenil da Califórnia, que agora é uma prisão estadual para adultos em Tracy, Califórnia. Os membros fundadores formaram a gangue para proteger os presos hispânicos de outras gangues prisionais. Um dos fundadores da La eMe é Luis Huero Buff Flores, que era um membro ativo da gangue Barrio Hawaiian Gardens em Hawaiian Gardens, Califórnia. Guerras de gangues entre bairros hispânicos eram comuns durante as décadas de 1950 e 1960, então o fato de Luis Flores ter conseguido fazer com que inimigos estabelecidos deixassem de lado sua rivalidade ao entrar no sistema prisional era algo que não era considerado possível. Essa exigência existe até os dias atuais. Gangues de rua hispânicas como White Fence, The Avenues, Clanton 14, Hawaiian Gardens, Varrio Nuevo Estrada e Primera Flats já estavam em sua segunda década e firmemente estabelecidas como entidades autossustentáveis. Luis Flores inicialmente recrutou membros violentos para a gangue na tentativa de criar uma organização altamente temida que pudesse controlar as atividades do mercado negro nas instalações prisionais de Deuel. Ramon Mundo Mendoza, membro do La eMe, afirma que no início o objetivo geral era aterrorizar o sistema prisional e aproveitar o conforto da prisão enquanto cumpria pena. Dizem que o nome "Máfia Mexicana" era para mostrar uma organização similar à Máfia Americana, mas depois foi mudado para não ser confundido com ela. Além disso, o símbolo da mão negra era uma referência à Mão Negra do início do Século XX.

### Ascensão
Em 1961, a violência ficou tão grave na Deuel que os administradores transferiram vários membros fundadores da La eMe para a Penitenciária de San Quentin na esperança de desencorajar seu comportamento violento. Essa tática falhou. Cheyenne Cadena chegou ao pátio inferior de San Quentin e foi recebido por um detento negro de 1,95 m e 136 kg que o beijou. Cadena retornou pouco tempo depois, caminhou até o preso e o esfaqueou até a morte com uma faca de prisão. Apesar de haver mais de mil presos no pátio, nenhuma testemunha se apresentou.
Uma série de outros assassinatos logo se seguiram, enquanto membros da Máfia Mexicana tentavam estabelecer uma reputação entre os presos de San Quentin. A busca da Máfia Mexicana pelo controle total alienou muitos outros presos mexicano-americanos que estavam fartos da La eMe esfaqueando, matando e roubando seus relógios, anéis, cigarros e qualquer outra coisa de valor. Alguns deles fundaram secretamente uma nova gangue prisional chamada Nuestra Familia (NF). Ela foi criada em meados da década de 1960 no Centro de Treinamento Correcional da Califórnia, em Soledad. Alguns dos primeiros membros eram da área de Los Angeles, mas a NF logo atraiu presos principalmente de comunidades rurais do norte da Califórnia. A Máfia Mexicana à via como inferior e "apenas um bando de fazendeiros", ou farmeros. No entanto, em 1968, em San Quentin, um motim em grande escala eclodiu depois que um soldado da Máfia Mexicana roubou um par de sapatos de um simpatizante da NF. Dezenove presos foram esfaqueados e um associado de La eMe acabou morto. A batalha ficou conhecida como a "Guerra dos Sapatos" e estabeleceu a Nuestra Familia como o principal rival de La eMe.
Ganhou poder e controle significativos sobre atividades ilegais no sistema prisional da Califórnia por meio do uso da violência. A gangue também estendeu sua influência para fora do sistema prisional quando membros que foram libertados da custódia começaram a assumir o controle da distribuição de narcóticos em partes do sul da Califórnia, principalmente "taxando" traficantes de drogas.

### Nova Máfia Mexicana
La eMe não deve ser confundida com a Nova Máfia Mexicana. Por volta de 1974, um grupo de presos hispânicos na Prisão Estadual do Arizona, Florence, formou uma gangue de prisão conhecida como Máfia Mexicana; os funcionários do Departamento de Correções do Arizona na época obtiveram informações de que esse grupo se baseou na Máfia Mexicana da Califórnia, que já existia há vários anos. Vários hispânicos que entraram no Sistema Prisional do Arizona trouxeram o conceito e a filosofia da mais antiga; Em 1978, a Máfia Mexicana se dividiu em duas organizações. Uma manteve a filosofia e estrutura originais e atualmente se refere a si mesma como Máfia Mexicana Original, "Facção Califas", "EME"; a outra, que ganhou destaque em 1984 e se autodenomina a Nova Máfia Mexicana. Muitos ataques e assassinatos de membros de ambos os grupos ocorreram como resultado de cada organização reivindicar o título de "Máfia Mexicana" dentro do sistema prisional do Arizona. Eles criaram suas próprias regras e regulamentos e estabeleceram uma estrutura organizacional. Cada membro tem permissão para votar em questões relacionadas à filiação e liderança. O líder, aprovado pelos membros, tem o poder de decidir exclusivamente questões importantes.

## Cultura

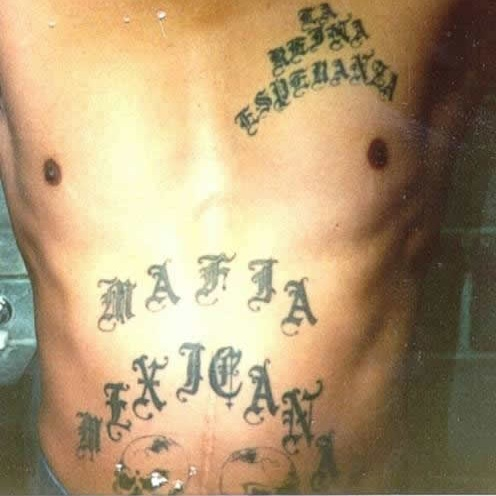
O nome da organização tatuado no abdômen dos membros

A polícia acredita que La eMe atualmente não é presidida por um único líder. Muitos membros da Máfia Mexicana têm autoridade para ordenar assassinatos e supervisionar várias outras atividades criminosas. Eles têm quase mil associados que ajudam a executar essas ordens e têm o controle teórico de todos os membros da gangue Sureños. Espera-se que os membros se envolvam em testes de lealdade a La eMe, que podem incluir roubo ou assassinato. A penalidade por recusar ordens ou não completar uma tarefa designada é frequentemente a morte. De acordo com a constituição da gangue, os membros também podem ser punidos ou assassinados se cometerem qualquer uma das quatro principais infrações. Isso inclui tornar-se um informante, atos de homossexualidade, atos de covardia e mostrar desrespeito aos outros membros de gangues. De acordo com a política de gangues, um membro da Máfia Mexicana não pode ser assassinado sem a aprovação prévia de três membros, mas o assassinato de não membros não requer aprovação formal.
No início dos anos 1960, na Prisão de San Quentin, Luis Huero Buff Flores e Rudy Cheyenne Cadena estabeleceram um juramento de sangue para os membros da Máfia Mexicana. Antes do estabelecimento do juramento, os membros da Máfia Mexicana tinham permissão para retornar às suas gangues de rua após o encarceramento. O novo juramento estipulava que a única maneira de um membro deixar a Máfia Mexicana era ser morto. Flores e Cadena também estabeleceram um conjunto de mandamentos de gangue. Isso incluía políticas como: um novo membro deve ser patrocinado por um membro existente, aprovação unânime de todos os membros existentes para se juntar (não é mais uma política), priorizar a gangue sobre a família, negar a existência da Máfia Mexicana para a polícia ou não membros, respeito aos outros membros e perdoar conflitos de rua que existiam antes do encarceramento. A execução de um membro da gangue por violação de política deve ser cometida pelo membro da gangue que o patrocinou. La eMe tem uma política de sangue dentro, sangue fora: assassinato ou extração de sangue é um pré-requisito para a associação e qualquer um que tente sair será morto.

### Regras
As regras da La eMe são as seguintes:
1. Um membro não pode ser um informante;
2. Um membro não pode ser covarde.

As regras de conduta são:
1. Um membro não pode levantar a mão contra outro membro sem a aprovação dos superiores e líderes;
2. Um membro não deve desrespeitar a família de nenhum membro, incluindo sexo com a esposa ou namorada de outro membro;
3. Um membro não deve roubar de outro membro;
4. Um membro não pode ser homossexual, agressor sexual, assassino de crianças, molestador de crianças ou estuprador;
5. Um membro não deve fazer política contra outro membro ou causar discórdia dentro da organização;
6. A filiação é vitalícia, a única saída é a morte;
7. Deve haver retaliação se alguém cruzar a La eMe, sem exceções;
8. A vingança deve ser realizada, mesmo que leve meses, anos ou décadas;
9. Se um membro da La eMe for ferido ou morto por outra pessoa, como a polícia ou outra gangue criminosa, a retaliação deve ser imediata e deve ser rápida, brutal e mortal;
10. É obrigatório atacar/matar todos os desistentes e traidores;
11. La eMe vem primeiro. Antes mesmo da sua própria família, religião e Deus;
12. Um membro não deve interferir nas atividades comerciais de outro membro;
13. Um membro nunca deve machucar crianças;
14. Um membro deve sempre tratar a família de outro membro com respeito e gentileza;
15. Um membro deve proteger outro membro de danos;
16. Um membro deve tratar outro membro como um irmão.

### Aliados e rivais
A Máfia Mexicana é a organização controladora de quase todas as gangues hispânicas no sul da Califórnia, e algumas gangues localizadas no centro e norte da Califórnia, com suas gangues vassalas sendo chamadas de Sureños. Membros de quase todas as gangues hispânicas no sul da Califórnia são obrigados, sob ameaça de morte, a executar todas e quaisquer ordens de membros da Máfia Mexicana. Ela também mantém uma aliança frouxa com a Irmandade Ariana, principalmente devido aos seus rivais comuns dentro do sistema prisional.
Os principais rivais da máfia mexicana são Nuestra Familia. A Máfia Mexicana também é rival da gangue de prisão Black Guerrilla Family, que mantém uma aliança frouxa com a Nuestra Familia, Bloods e Crips.

### Símbolos
Os símbolos da Máfia Mexicana incluem imagens de uma mão negra. O símbolo principal da gangue, que é frequentemente usado em tatuagens por membros, é o símbolo nacional do México (águia e uma cobra) no topo de um círculo flamejante sobre facas cruzadas. Gangues de rua que estão alinhadas com a Máfia Mexicana frequentemente usam o número 13 como um identificador de gangue, já que a letra "M" é a 13ª letra do alfabeto moderno derivado do latim.

## Atividades criminais
De acordo com o FBI, a Máfia Mexicana havia organizado assassinatos por encomenda a serem realizados pela Irmandade Ariana, uma gangue de prisão branca. Ambas são inimigas mútuas dos Norteños e das gangues afro-americanas Black Guerrilla Family e D.C. Blacks. Embora homossexuais sejam proibidos de entrar na La eMe, eles estão envolvidos intensamente em prostituição homossexual no sistema prisional. Muitos dos homicídios na área de Highland Park, em Los Angeles, cometidos pela gangue Avenues foram cometidos por ordens da Máfia Mexicana.
Está envolvida em uma variedade de atividades criminosas dentro e fora do sistema prisional, mas sua principal fonte de renda é extorquir distribuidores de drogas fora da prisão e distribuir vários narcóticos dentro e fora do sistema prisional. Em 1992, um exemplo da influência e poder de La eMe sobre os Sureños foi deixado claro para as autoridades policiais: Joe Pegleg Morgan, um importante líder da Máfia Mexicana, ordenou que não mais ocorressem tiroteios nem violência por parte dos Sureños; entre abril, quando o decreto foi anunciado, e setembro de 1992, não houve tiroteios em East Los Angeles, uma área famosa pela violência e tiroteios.

### Década de 1950
Em 1957, Gregory Huerta Valenzuela e Augustin Acosta, dois associados da Máfia Mexicana e membros da gangue White Fence, atiraram e mataram o merceeiro Jose Castellanos durante um assalto em East Los Angeles. Em 13 de maio de 1958, enquanto eram julgados pelo assassinato de Castellanos no Tribunal de Justiça, Valenzuela e Acosta conseguiram esfaquear o sargento do Departamento do Xerife do Condado de Los Angeles (LASD), Ned Lovretovich, com colheres afiadas depois que Lovretovich deu depoimento contra a dupla. Valenzuela e Acosta foram condenados por homicídio de primeiro grau pela morte de Castellanos e sentenciados à prisão perpétua. Eles também se declararam culpados de agressão com intenção de cometer homicídio e ferimento a um funcionário do condado pelo esfaqueamento de Lovretovich e receberam sentenças para serem executadas simultaneamente com suas sentenças perpétuas. O primeiro assassinato de um guarda prisional por La eMe foi realizado por Doroteo Sleepy Betancourt e Frank Moose Bazure na Prisão Estadual de San Quentin em junho de 1958.

### Década de 1970
O primeiro assassinato fora da prisão ordenado por La eMe ocorreu em 1971, quando o membro da máfia mexicana Alfonso Pachie Alvarez foi encontrado com dois tiros na cabeça em uma área isolada do Monterey Park. Seu crime: cobrar impostos de traficantes de drogas sem repassar os lucros aos líderes da eMe atrás das grades, conhecidos na gangue como Big Homies ou Emeros. O responsável pelo assassinato foi Joe Pegleg Morgan, o notório padrinho da La eMe, que já havia ascendido até se tornar um dos chefes de mais alto escalão de toda a organização, mesmo sem ter sangue mexicano "oficial". Suas conexões com fornecedores de cocaína e heroína no México ajudaram a pavimentar a base para a distribuição de narcóticos da Máfia Mexicana por toda a Califórnia. Durante a década de 1970, enquanto estava sob o controle do protegido de Morgan, Rodolfo Cadena, a Máfia Mexicana frequentemente assumia o controle de vários grupos comunitários. A gangue conseguia filtrar dinheiro de programas de prevenção de álcool e drogas para financiar suas atividades criminosas.
A Máfia Mexicana e a família criminosa de Los Angeles colaboraram para desviar dinheiro do Get Going, um programa de tratamento de drogas financiado pelo contribuinte. Em 1977, a fundadora do Get Going, Ellen Delia, estava determinada a expor a infiltração de seu amado programa. Pouco antes de uma consulta com o Secretário de Saúde e Serviços de Bem-Estar do Estado da Califórnia, Delia foi assassinada. Sua coleção de evidências sobre a infiltração da Máfia Italiana e Mexicana no programa Get Going nunca foi recuperada.

### Década de 1980
Em 14 de outubro de 1984, Alfred Arthur Chato Sandoval, um membro de alto escalão da eMe e gangster do Arizona Maravilla, atirou e matou Gilbert Martinez e Anthony Aceves durante uma briga de gangues no Belvedere Park, no leste de Los Angeles; uma terceira vítima, Manuel Torres, sobreviveu ao ataque. As vítimas eram membros da gangue Mariana Marivilla. Cerca de duas semanas depois, em 31 de outubro de 1984, Ray e Marlene Wells também foram executados em sua casa em Baldwin Park. Sandoval matou Ray Wells porque acreditava que o homem havia contado à polícia o paradeiro do carro que ele usou nos assassinatos de Belvedere Park; Marlene Wells foi então morta porque testemunhou o assassinato de seu marido. Sandoval foi condenado por quatro acusações de assassinato em primeiro grau no Tribunal Superior do Condado de Los Angeles e foi sentenciado à morte pelo assassinato de Marlene Wells, e à prisão perpétua sem possibilidade de liberdade condicional pelos assassinatos de Martinez, Aceves e Ray Wells. Em 6 de novembro de 2000, Sandoval teve sua sentença de morte pelo assassinato de Marlene Wells anulada pelo Tribunal de Apelações do 9º Circuito, mas permaneceu preso por toda a vida sem liberdade condicional.
Dois mafiosos mexicanos, os irmãos Hector e Ronaldo Ayala, junto com um terceiro homem, amarraram e mataram outros três — Ernesto Chacho Mendez Dominguez, Marco Zamora-Villa e Jose Luis Cucuy Rositas — atirando neles como se estivessem sendo executados na oficina mecânica A & Z no bairro de Logan Heights, no sudeste de San Diego, depois de exigir US$ 10.000 dos homens, que supostamente estavam envolvidos no tráfico de heroína, em 26 de abril de 1985. Uma quarta vítima de tiro, Pedro Pete Castillo, sobreviveu e identificou os irmãos Ayala como os assassinos. Ronaldo Ayala foi condenado por três acusações de homicídio de primeiro grau, tentativa de homicídio, roubo e tentativa de roubo, em 12 de outubro de 1988, e sentenciado à execução na câmara de gás na Prisão Estadual de San Quentin, em 9 de fevereiro de 1989. Hector Ayala, que foi julgado separadamente, foi condenado pelas mesmas acusações em 1º de agosto de 1989 e também sentenciado à morte em 17 de novembro de 1989. O terceiro réu, Joseph Moreno, foi absolvido de todas as acusações.

### Década de 1990
Em 16 de julho de 1991, os membros da Máfia Mexicana Benjamin Topo Peters e Rene Boxer Enriquez esfaquearam outro membro da eMe, Salvador Mon Buenrostro, na Cadeia do Condado de Los Angeles. Buenrostro, que sobreviveu ao ataque apesar de ter sido esfaqueado 26 vezes, foi alvo porque ele havia se aliado contra Joe Pegleg Morgan em assuntos internos de gangue.
O membro da Máfia Mexicana Charles Charlie Brown Manriquez foi alvo de morte pela gangue quando foi acusado de covardia após não realizar um esfaqueamento pré-combinado em outro detento na Prisão Estadual de Chino em 1991. Manriquez foi mortalmente baleado pelo assassino de aluguel da La eMe, David Smilon Gallardo, no conjunto habitacional Ramona Gardens, no bairro de Boyle Heights, em Los Angeles, em 25 de março de 1992.
Em 1998, autoridades federais dos Estados Unidos indiciaram 22 membros e associados da Máfia Mexicana, acusados sob a Lei Federal de Organizações Corruptas e Influenciadas por Extorsão (Estatuto RICO) por crimes que incluíam extorsão, assassinato e sequestro; um dos membros presos, Benjamin Topo Peters (Arizona Maravilla), era supostamente o membro de mais alta patente da Máfia Mexicana na época e estava envolvido em uma disputa de poder com o colega Ruben Tupi Hernandez (Onterio Varrio Sur – Ontário, Califórnia). Outro membro indiciado foi acusado de ter planejado a morte de um ativista anti-gangues que serviu como consultor para o filme American Me. As acusações marcaram uma investigação de dois anos por autoridades policiais federais, locais e estaduais.

### Década de 2000
Mike Acha Ison, um líder da Máfia Mexicana descrito pelo escritor Julian Guthrie, do San Francisco Chronicle, como "um homem pequeno com uma reputação gigantesca que sobreviveu 30 anos nas prisões mais rigorosas da Califórnia", foi espancado até a morte por três ou quatro pessoas armadas com tacos de sinuca após se envolver em uma briga de bar no Grady's Bar, no Mission District de San Francisco, em 25 de março de 2001.
Em 2006, uma acusação federal de 36 acusações foi feita contra membros da Máfia Mexicana. As prisões foram feitas por supostos atos de violência, tráfico de drogas e extorsão contra gangues de rua latinas menores. De acordo com a acusação federal, os membros da Máfia Mexicana exercem sua influência nos sistemas prisionais federais e estaduais por meio da violência ou da ameaça de violência. Os membros e associados da gangue permanecem ferozmente leais à organização criminosa dentro e fora da prisão, particularmente em cidades do sul da Califórnia, como Los Angeles e San Diego. A gangue afirma sua influência sobre as gangues chicanas em todo o sul da Califórnia, ameaçando violência contra seus membros caso eles sejam presos. Gangues e traficantes de drogas que se recusam a pagar uma "taxa" de proteção à Máfia Mexicana são frequentemente assassinados ou ameaçados de assassinato. Membros de alto escalão da Máfia Mexicana que são trancados em celas privadas por 23 horas de cada dia ainda conseguem se comunicar com seus associados, por meio de métodos que variam de digitar códigos em encanamentos de prisões a cartas contrabandeadas. O objetivo principal da Máfia Mexicana é controlar todo o tráfico de drogas em todas as áreas em que foram estabelecidas.

### Década de 2010
No início de 2012, houve uma acusação federal de 119 membros de gangues do Condado de San Diego, incluindo um chefe da Máfia Mexicana que foi preso em uma invasão em sua casa em San Marcos, o que retrata uma rede criminosa ampla e bem organizada que administrava o tráfico de drogas nas ruas do Condado de Del Norte e se estendia até mesmo para dentro da prisão de Vista. Rudy Crazy Espudo (Esco Varrio Diablos – Escondido, Califórnia) estava no controle das gangues hispânicas na área e forçava os traficantes de drogas a pagar impostos em homenagem a La eMe ou enfrentar as consequências. As gangues locais estavam contrabandeando narcóticos para o Centro de Detenção de Vista para vendê-los para a Máfia Mexicana. Nas ruas do Condado de Del Norte, La eMe ordenou que os Sureños obtivesse impostos dos traficantes locais. Membros da gangue Azusa 13, associada à Máfia Mexicana, foram indiciados em 2011 por assediar e intimidar negros no sul da Califórnia.

### Década de 2020
Em 31 de janeiro de 2022, ocorreu uma briga entre membros da Máfia Mexicana e a MS-13 na Penitenciária dos Estados Unidos, em Beaumont, Texas, causando duas mortes e levando todas as prisões federais dos Estados Unidos a serem fechadas devido ao medo de ataques retaliatórios.
Uma investigação conjunta do Departamento de Polícia de Los Angeles (LAPD) e do FBI sobre a gangue Westside Wilmas na região do Porto de Los Angeles começou em outubro de 2022 e culminou com as prisões de 12 membros da Máfia Mexicana e a apreensão de 23 armas de fogo, 26 kilos de metanfetamina, aproximadamente 23.000 comprimidos de fentanil, 2,3 kilos de fentanil em pó e 1 kilo de cocaína, enquanto mandados de busca foram executados na Baía do Sul e até Bakersfield, em 17 de maio de 2023.
Em 21 de janeiro de 2025, uma operação coordenada liderada pelo Departamento de Polícia de San Diego e outras agências policiais resultou na prisão de 39 indivíduos associados à Máfia Mexicana durante uma investigação de seis meses que revelou uma vasta rede de atividades criminosas orquestradas pela liderança da Máfia, mesmo dentro dos muros da prisão. Os indivíduos presos enfrentaram acusações graves, incluindo assassinato, tentativa de assassinato, incêndio criminoso, extorsão e tráfico de armas e drogas. A operação também levou à apreensão de mais de três dúzias de armas de fogo e vários quilos de metanfetamina, cocaína e fentanil. A investigação revelou que a Máfia Mexicana exerceu controle sobre várias gangues de rua, obrigando-as a pagar "impostos" sobre vendas de drogas e outras atividades ilícitas. Os empresários foram submetidos a ameaças de violência, incluindo vandalismo, incêndio criminoso, danos físicos e até mesmo assassinato, caso não cumprissem as exigências de extorsão.

## Cultura popular
A Máfia Mexicana recebeu notoriedade mainstream após ser apresentada no filme American Me de 1992. O filme foi coproduzido, dirigido e estrelado pelo ator Edward James Olmos, que supostamente recebeu ameaças de morte de membros da Máfia Mexicana pelo que eles consideraram uma representação pouco lisonjeira da gangue. Dois consultores do filme foram assassinados logo após o lançamento do filme, embora não esteja claro se os assassinatos estavam ligados à Máfia Mexicana ou a demissões recentes que provocaram ameaças de morte; a Máfia Mexicana teria ficado descontente com a representação do assassinato de Rodolfo Cadena (que serviu de base para o personagem Santana de Olmos) como tendo sido cometido por seus companheiros de gangue. Membros da La eMe também foram supostamente ofendidos pela representação de um estupro homossexual cometido por Puppet, um personagem da Máfia Mexicana no filme que na última parte do filme assassina seu próprio irmão, Li'l Puppet, por desrespeitar La eMe. Olmos posteriormente solicitou uma licença para porte velado de arma, que foi negada. Enquanto cumpria pena perpétua por assassinato na Prisão Estadual de Pelican Bay, Joe Pegleg Morgan entrou com um processo de $ 500.000 contra Olmos, Universal Studios e outros produtores do filme. Morgan alegou que um dos personagens principais do filme foi baseado nele sem obter sua permissão.
O filme de 1993 Blood In, Blood Out é vagamente baseado na Máfia Mexicana, embora a história seja fictícia. O protagonista Miklo Velka é amplamente baseado em Joe Pegleg Morgan, sendo branco e tendo perdido a perna ao levar um tiro durante um assalto (uma das maneiras que dizem que Morgan perdeu a sua). As gangues de prisão nomeadas no filme são, por sua vez, inspiradas por contrapartes da vida real: La Onda (Máfia Mexicana), Black Guerilla Army (Black Guerilla Family) e Aryan Vanguard (Irmandade Ariana).